# La halle de glace Olympique
La halle de glace Olympique, (ou Salão Olímpico de Gelo, em francês) é uma arena coberta, localizada em Albertville, França. Construída para os jogos olímpicos de Inverno de 1992, sediou os eventos de patinação artística e patinação de velocidade em pista curta. Ele foi o primeiro a primeira sede do Troféu Lalique, que foi encenado como um evento de teste para as Olimpíadas.
O site foi construído em dez pilares internos. O gelo foi estabelecido em 14cm de fundação e, em seguida, 7cm de isolamento, e finalmente 4cm de gelo. A temperatura do gelo foi mantida entre -4 e -7 ºC dependendo da disciplina a se disputar.
A Halle Olympique está passou por uma grande reforma e reabriu na primavera de 2015.